# Castillo de Pyrmont

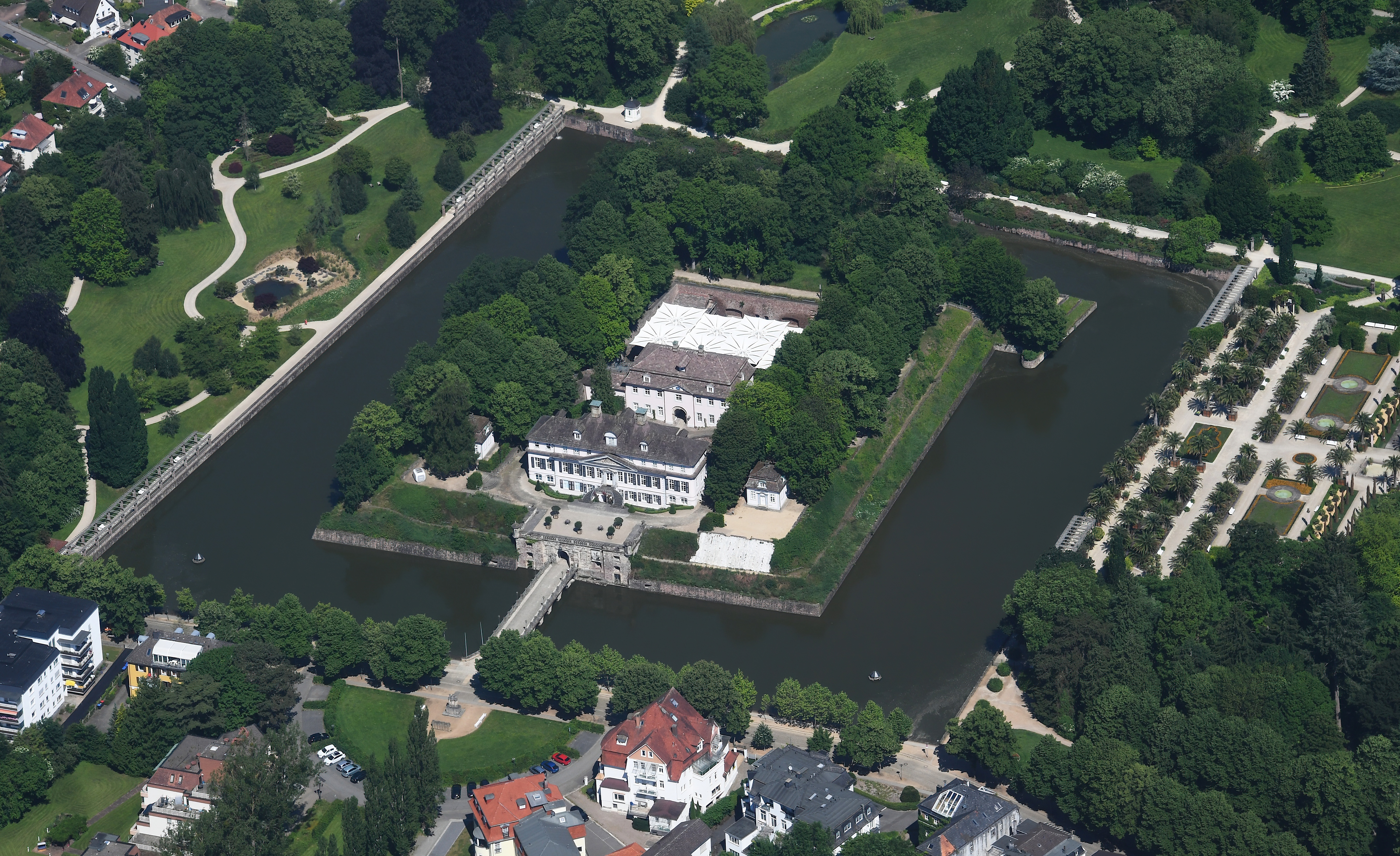
Vista aérea del Schloss Pyrmont y su foso.

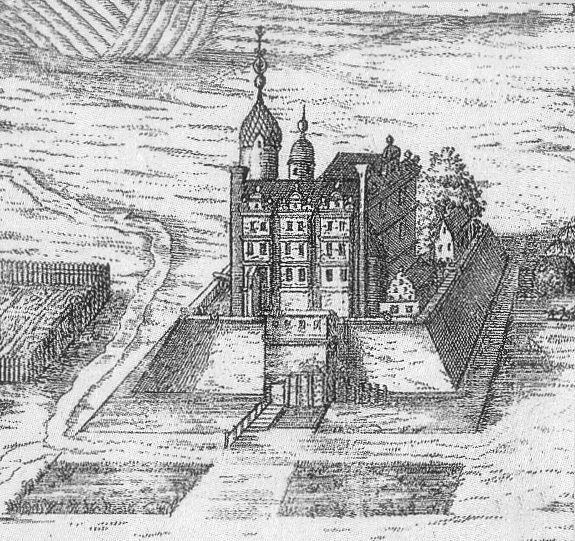
La fortaleza y castillo renacentista antes de la guerra de los Treinta Años.

El castillo de Pyrmont (en alemán: Schloss Pyrmont) era un schloss y residencia de los condes de Spiegelberg y de los condes de Waldeck-Pyrmont en la ahora ciudad alemana de Bad Pyrmont. El actual edificio data del siglo XVIII y alberga un museo. El schloss es parte de la fortaleza de Pyrmont (Festung Pyrmont) que data del siglo XVI.

## Historia

### Fortaleza y castillo renacentista
Entre 1526 y 1536, el conde Federico VI de Spiegelberg, señor del condado de Pyrmont, construyó una fortaleza y schloss en el valle de Pyrmont. Tenía experiencia en la construcción de fortalezas cuando reforzó el castillo de Coppenbrügge con murallas y torres. La fortaleza de Pyrmont era casi cuadrada de forma con un foso de 40 metros de ancho. Las murallas tenían casamatas y un bastión en una esquina, que recordaba al estilo italiano de fortificaciones. El acceso a la fortaleza era vía un puente de madera y más tarde de un puente levadizo. Se construyeron nuevos edificios dentro de las murallas, y en la zona suroeste, fue construido el primer schloss.
Tras la terminación del castillo en 1536, fue guarnecido por el Conde Federico VI, que residía en la vecina Lügde. Posteriormente el schloss se convirtió en el ala lateral de un schloss más grande, que su hijo Felipe hubo construido en 1557 en estilo del Renacimiento del Weser. Según la tradición, era un edificio de tres plantas abuhardillado, similar al Hämelschenburg. Además, fue construida una torre para el archivo de documentos. Felipe murió antes antes de completar el schloss renacentista. El edificio fue completado por el marido de su hermana, Hermann Simón de Lippe. Después los condes de Lippe y los condes de Gleichen residieron en el schloss. En 1625, el Conde Hans Luis de Gleichen transfirió el condado de Pyrmont al conde de Waldeck.
Durante la guerra de los Treinta Años, se revivió la disputa sucesoria entre el obispado de Paderborn y los condes de Waldeck. Por el obispado, tropas a las órdenes del general Pappenheim, asediaron la fortaleza de Pyrmont en 1629, y su guarnición de 400 hombres se rindió diez meses después. En 1633, tropas suecas recapturaron la fortaleza, que fue reconquistada en 1636 por el Ejército Imperial. Después de ser tomada de nuevo por los suecos en 1646, la fortaleza fue entregada a los condes de Waldeck en 1649. El schloss sufrió daños como resultado de los asedios. Reconstruido a toda prisa, sirvió como residencia de verano para los condes de Waldeck, pero fue descuidado en el periodo que siguió y empezó a deteriorarse.
Cuando el conde Federico Antonio Ulrico de Waldeck-Pyrmont asumió la regencia de Waldeck y Pyrmont en 1706, el maestro constructor Hermann Korb construyó un nuevo schloss en estilo barroco. El nuevo edificio fue erigido entre 1706 y 1710 sobre el sótano y otras partes de la antigua residencia. En 1721, el arquitecto Julius Ludwig Rothweil amplió el edificio. Fueron construidos una casa para el comandante, dos casas de caballeros y un almacén. Las fortificaciones fueron revisadas. Además, fue rediseñado el jardín barroco. Siguieron más cambios en 1765 bajo la dirección de Franz Friedrich Rothweil. Entre 1852 y 1855, fueron añadidos varios edificios y el schloss recibió su apariencia actual.

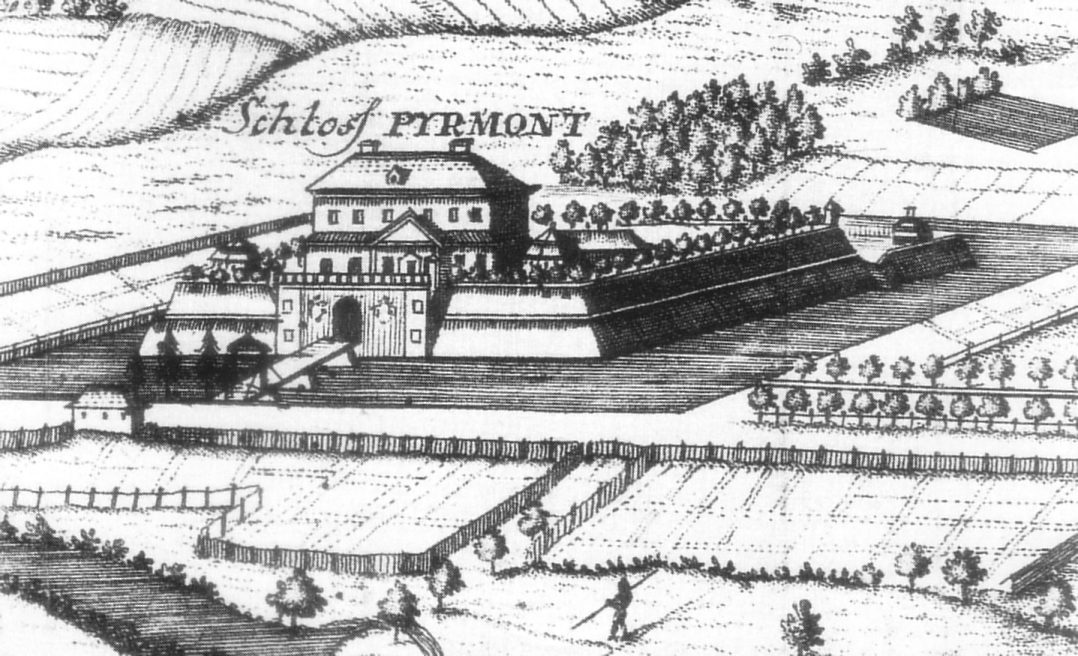
Schloss Pyrmont, 1790
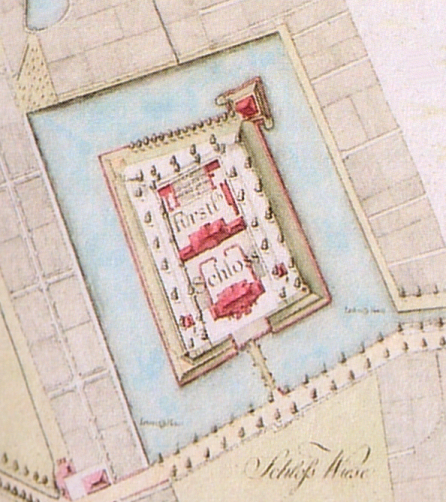
Plano del schloss, 1790
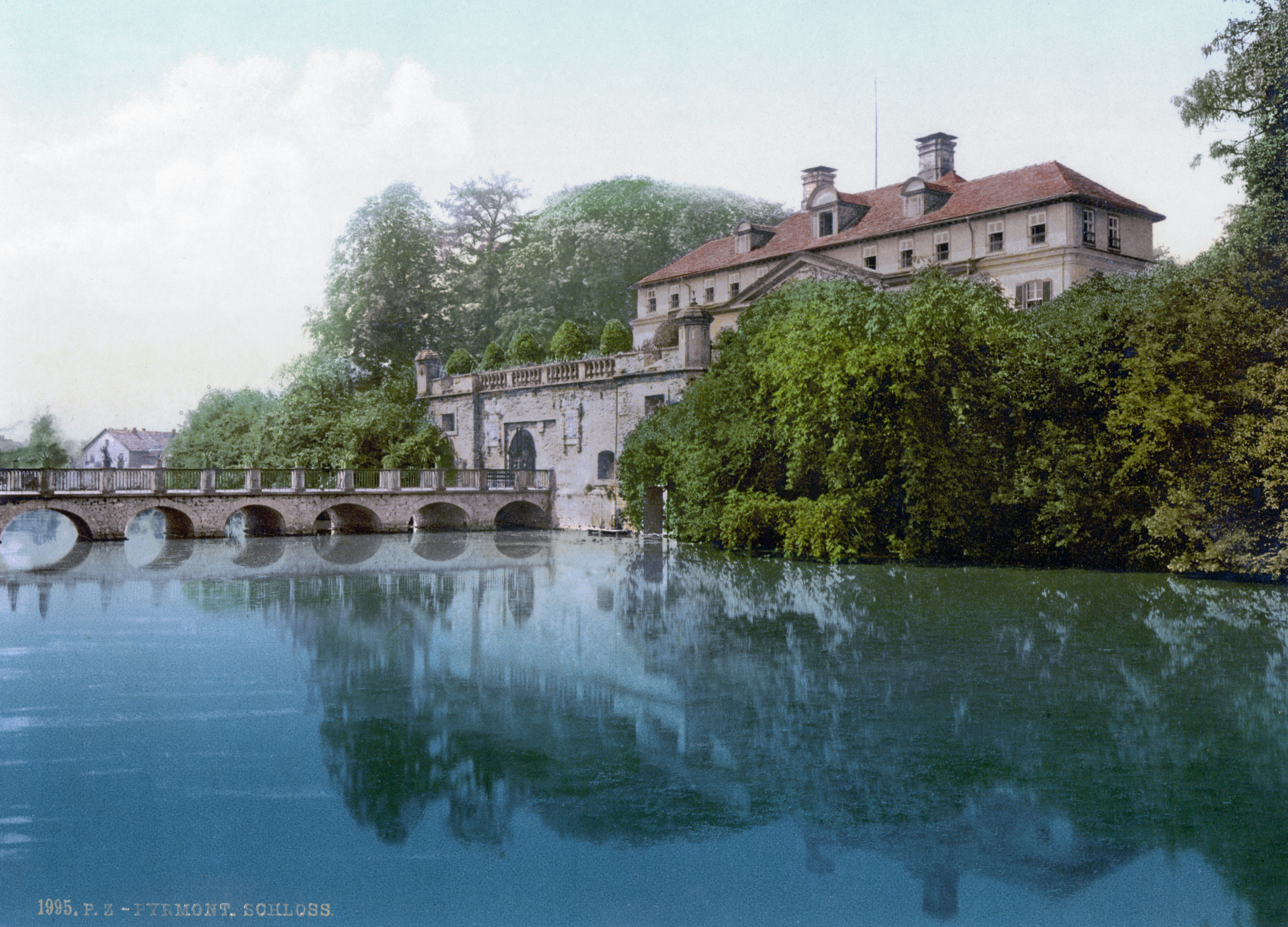
El schloss c. 1900

### SigloXX
Durante la Segunda Guerra Mundial, fue establecido un hospital en el schloss, debido a que Pyrmont era una ciudad hospital. Después de la guerra, la Cruz Roja Británica permaneció en el castillo hasta 1948. En 1956, el estado de Baja Sajonia adquirió la fortaleza y el castillo de manos de la familia principesca de Waldeck y Pyrmont. La primera remodelación tuvo lugar entre 1960 y 1962; otra siguió en 1978.
Entre 1984 y 1987, el arquitecto Karl-Heinz Lorey renovó y rediseñó el schloss y fortificaciones para ser usado por la Escuela Secundaria del distrito y como museo. Los terrenos del castillo también son usados para varios acontecimientos.

## Galería

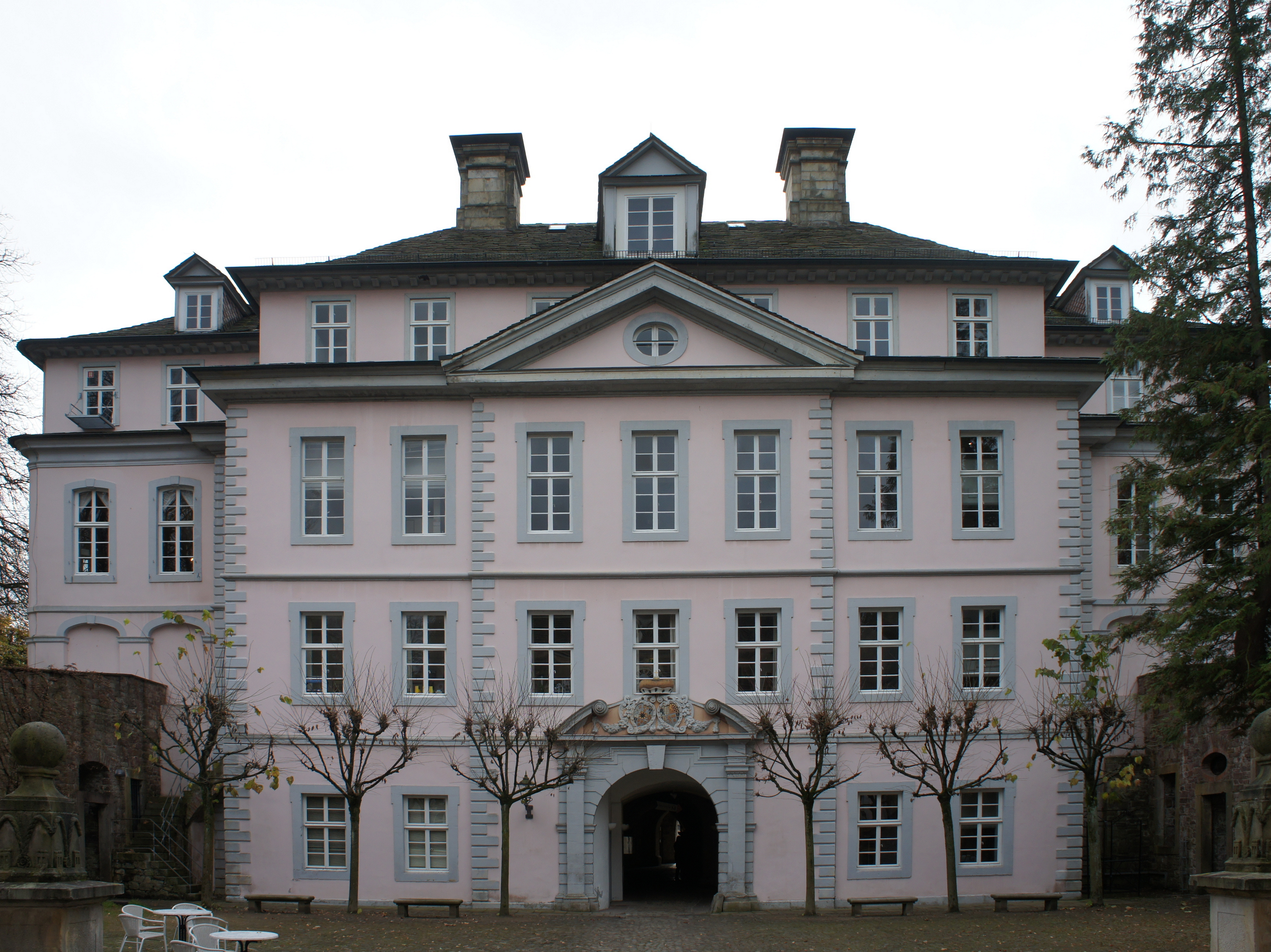
Parte trasera del schloss
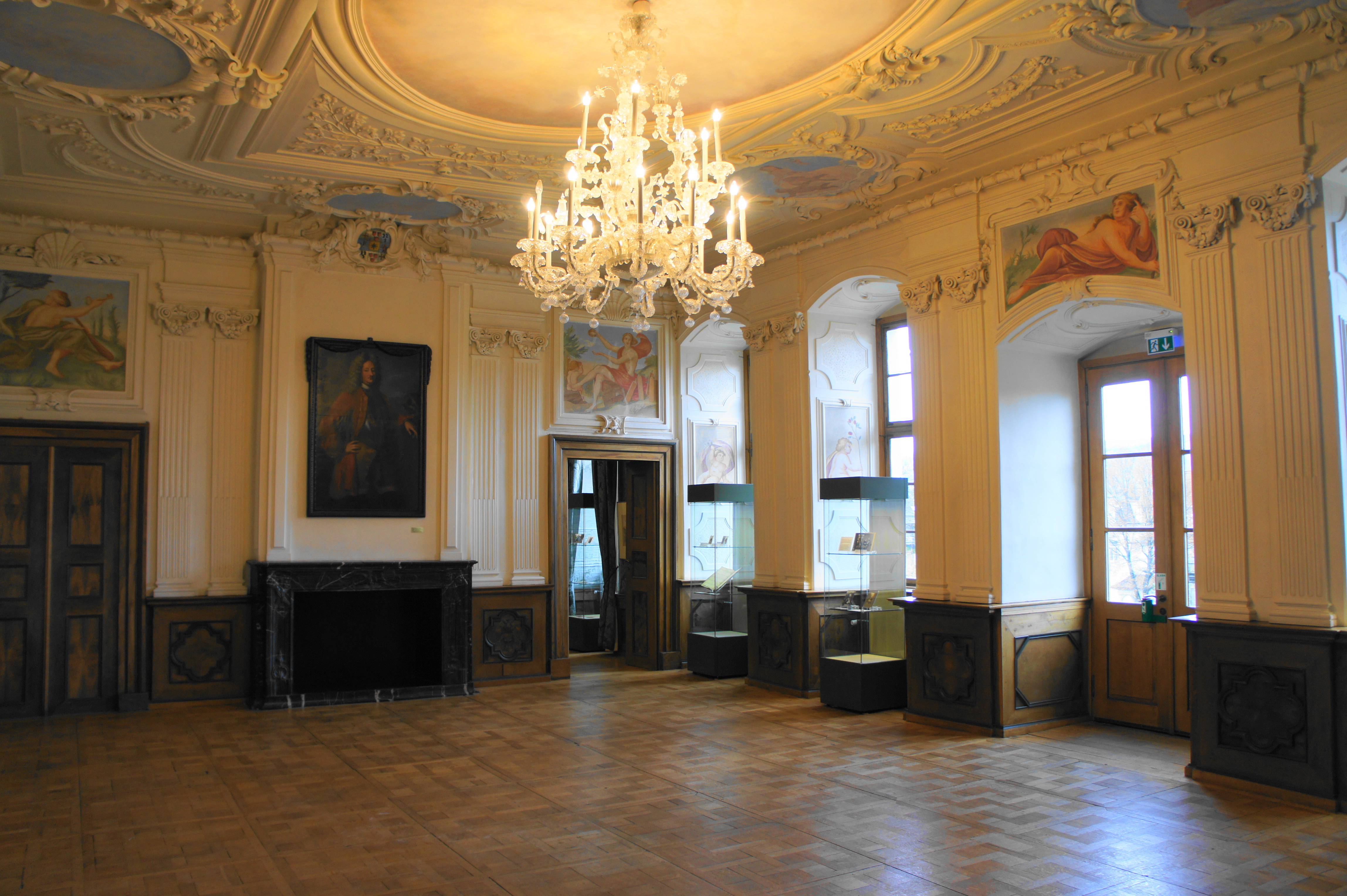
Interior del schloss
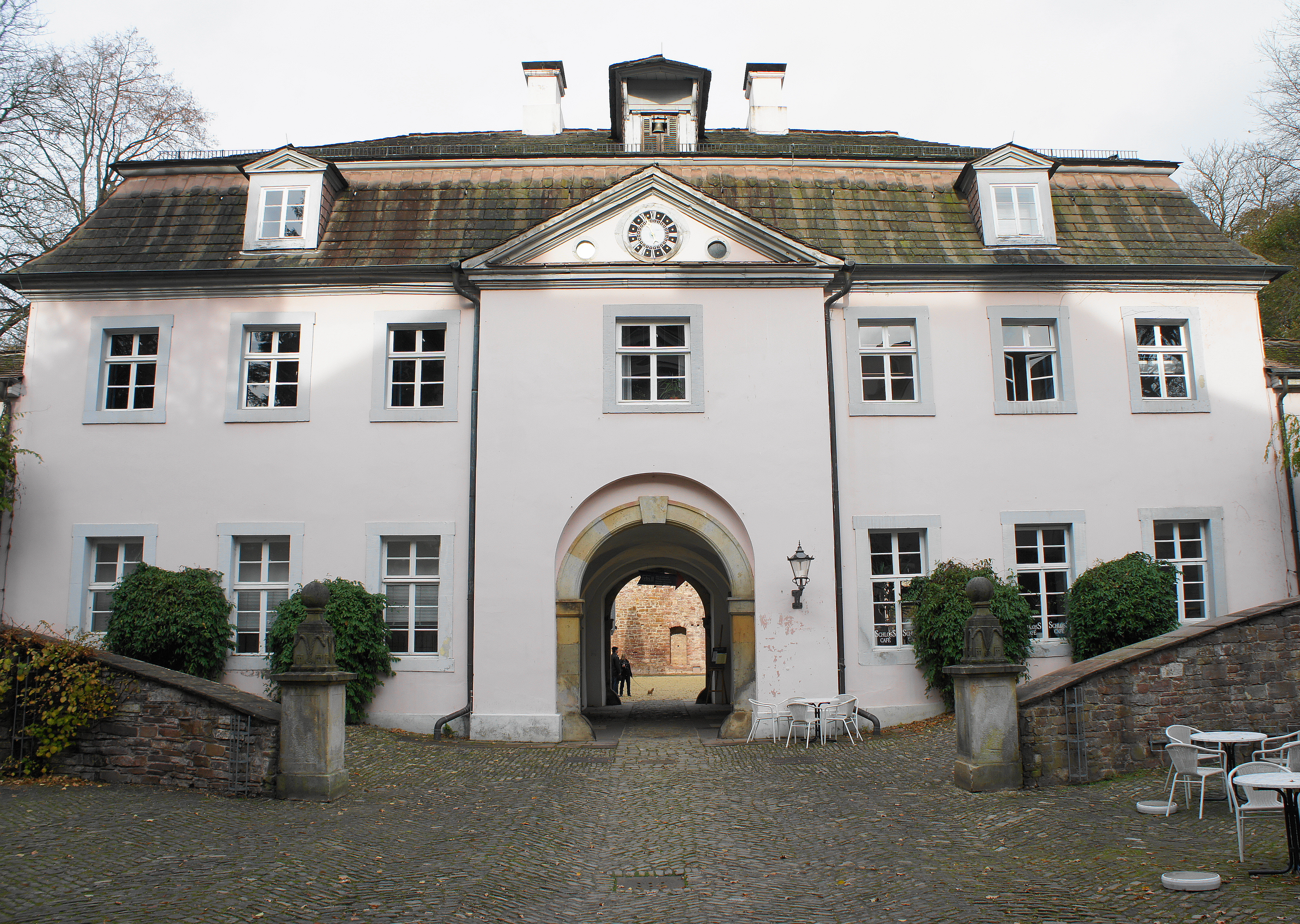
Casa del comandante
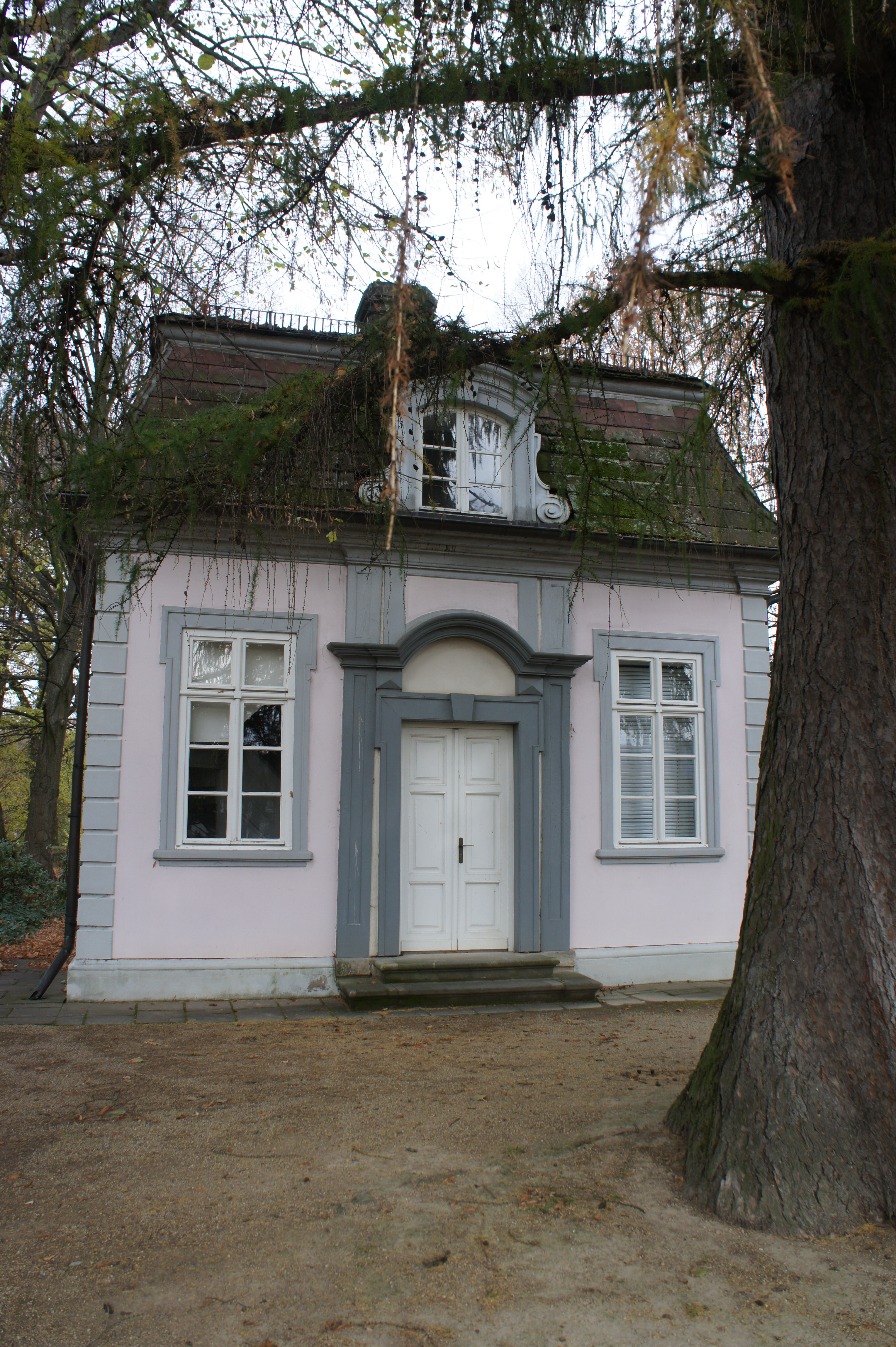
Casa de caballero